# Jiří z Poděbrad
Jiří z Poděbrad, vlastním jménem Jiřík z Kunštátu a Poděbrad (23. dubna 1420 – 22. března 1471, Praha), byl jediným českým králem, který nepocházel z panovnické dynastie, ale z panského stavu domácí šlechty. Vládl v zemích Koruny české od svého zvolení českou šlechtou roku 1458 do roku 1469, dále pak až do své smrti v roce 1471 však udržel faktickou vládu pouze v Čechách. Byl nazýván husitským králem nebo též králem dvojího lidu. Jako umírněný podobojí usiloval o pokojné soužití kališnické většiny národa s katolickou menšinou podle basilejských kompaktát. Jeho návrh na vytvoření mírové organizace evropských křesťanských panovníků předběhl dobu o několik století a je považován za jednoho z ideových předchůdců Charty OSN i Evropské unie. Mírové snahy Jiřího z Poděbrad zařadila organizace UNESCO v roce 1964 (u příležitosti 500. výročí) mezi události celoevropského významu.
Všeobecně používané jméno Jiří z Poděbrad zavedl František Palacký. V listinách je Jiří před nástupem na trůn uváděn jako Jiří či Jiřík z Kunštátu a Poděbrad, případně Jiří z Kunštátu odjinud z Poděbrad. Jako král pak pouze jako Jiří, král český.

## Život

### Mládí
Jiří pocházel z poděbradské linie šlechtického rodu pánů z Kunštátu. Tuto linii založil Jiřího praděd Boček I. z Kunštátu († 1373), který jako první užíval predikát z Kunštátu a na Poděbradech. Jiříkovým otcem byl husitský válečník Viktorín z Poděbrad, jako jeho matka bývá uváděna Anna z Vartemberka, ale není vyloučen ani jeho nemanželský původ. Jisté není přesné datum jeho narození a zejména místo. V úvahu připadá Bouzov a Litice (sídla pana Viktorína), tradují se Poděbrady (které však byly v držení Viktorínova bratra Hynka). V souladu s nepodloženou tradicí, že Jiřímu byl za kmotra sám Žižka, se uvádějí také Horažďovice či Hořovice. Po Viktorínově smrti byl jediným dědicem poděbradské větve Kunštátů (měl pouze dvě sestry, Markétu a Alžbětu). Poručníkem sedmiletého sirotka se stal (snad až po smrti strýce Bočka) příbuzný Heralt z Kunštátu z líšnické větve. S ním se Jiří jako čtrnáctiletý v roce 1434 pravděpodobně zúčastnil bitvy u Lipan na straně koalice umírněných kališníků a katolíků.

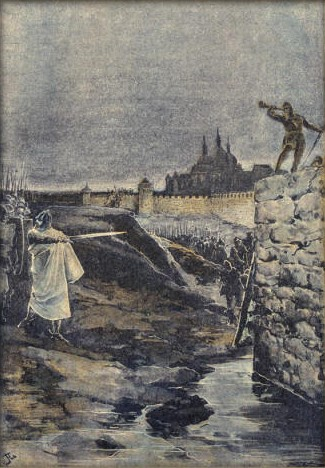
Adolf Liebscher: Dobytí Prahy Jiříkem Poděbradským roku 1448

Do veřejného života vstoupil v 17 letech, kdy již zasedal na zemském soudu jako „kmet“ (tato funkce byla v jeho rodu dědičná). Politicky se přidal k tzv. polské straně prosazující kandidaturu polského krále proti Albrechtu Habsburskému, kterou vedl Hynce Ptáček z Pirkštejna. Zapojil se přitom i do bojů o Tábor, který Albrecht v roce 1438 neúspěšně obléhal. Po vzniku východočeského landfrýdu v roce 1440 byl zvolen jedním ze dvou hejtmanů Boleslavského kraje. Po Ptáčkově smrti v roce 1444 převzal vedení celého seskupení východočeských kališníků, které se nadále nazývalo Jednota poděbradská. V roce 1448 využil nepřítomnosti vůdce katolické opozice Oldřicha z Rožmberka v zemi a jako nejvyšší hejtman jednoty zorganizoval ovládnutí hlavního města: vojsko shromážděné pod záminkou tažení proti Sasům přitáhlo ku Praze a nočním útokem se stal Jiří pánem města se ztrátou jediného muže. Do Prahy se tak mohl vrátit Jan Rokycana jako správce veškerého duchovenstva podobojí. Nejvyššího purkrabího Menharta z Hradce, který se předtím přidal ke katolíkům, Jiří internoval v Poděbradech.

### Zemským správcem
Novou aktivizaci katolické strany vyvolala smrt Menharta z Hradce, který v Poděbradech onemocněl a po svém propuštění zemřel. Poděbradská jednota tak musela čelit nově vzniklé Jednotě strakonické, k níž se připojili i Jiříkovi nepřátelé Jan Kolda ze Žampachu a Bedřich ze Strážnice. Jako vůdce jednoty čekaly Jiřího i další boje proti Fridrichu Saskému, který držel některá města a hrady v severozápadních Čechách. Nicméně vojenská převaha i diplomatické aktivity nakonec vedly k uklidnění situace: Strakonická jednota byla 4. června 1450 poražena v bitvě u Rokycan. Vyjednávání s císařem Fridrichem III. o vydání budoucího krále, nezletilého Ladislava Pohrobka, do Čech sice nepřineslo okamžitý úspěch, ale císař Jiřího uznal za zemského správce. (Na jednom z těchto jednání na sněmu v Benešově v roce 1451 se poprvé setkal Jiřík s Eneášem Silviem, pozdějším papežem Piem II.) Dne 27. dubna 1452 pak na svatojiřském sněmu v Praze zvolili Jiřího z Poděbrad zemským správcem na dva roky i zástupci české šlechty. V průběhu roku ho uznala většina země. Před Jiříkovým vojskem bez boje kapituloval i Tábor, jehož církevní představitelé se odmítali podřídit Janu Rokycanovi. Uvězněním Mikuláše z Pelhřimova a Václava Korandy dosáhl Jiří sjednocení utrakvistů.
Teprve v roce 1453 bylo dosaženo dohody ohledně přijetí Ladislava Pohrobka za krále a jeho příjezdu do Čech. Protože na rozdíl od moravských stavů, které ho uznávaly za dědičného krále, vyžadovaly české stavy volební kapitulaci, vypravil se Jiří z Poděbrad za Ladislavem do Vídně. Ladislav se zavázal k zachování zemských svobod a uznání kompaktát a přislíbil, že bude usilovat o potvrzení Jana Rokycany arcibiskupem, jak bylo požadováno. Jiří složil králi přísahu věrnosti a získal potvrzení své správcovské funkce na šest let. Ladislav Pohrobek byl 28. října 1453 v Praze korunován českým králem, avšak výkonnou moc si po dobu královy nezletilosti udržel Jiří z Poděbrad, kterého Ladislav také ustanovil nejvyšším hofmistrem. Přestože jejich vztahy byly dobré (nazývali se „otče“ a „synu“), Ladislav, který byl formálně pánem nejen zemí Koruny české, ale i Rakouska a Uher, již v následujícím roce Čechy opustil. Jiří jako zemský správce usiloval o konsolidaci českého království, rozvráceného husitskou revolucí. Pro upevnění královské moci se snažil alespoň částečně restaurovat královský majetek. K tomu, ale i k zajištění pořádku v zemi, byla zřízena komise k revizi pozemkové držby. Jiří předsedal zemskému soudu a rovnal šlechtické spory, staral se o zlepšení bezpečnosti v zemi, podporoval rozvoj obchodu, v Kutné Hoře byla obnovena těžba. Nadále se snažil udržovat rovnováhu mezi kališnickým a katolickým panstvem. Některé ze svých mocnějších odpůrců (např. Rožmberky) získal na svou stranu udělením významných úřadů, mimo jiné i ve vedlejších zemích Koruny české, které zůstaly katolické.

### Cesta k trůnu
Na podzim roku 1457 se Ladislav Pohrobek vrátil do Prahy, kde se měla konat jeho svatba s dcerou francouzského krále. Nepobyl zde ani dva měsíce a nečekaně zemřel ve svých 17 letech. Podivné okolnosti jeho smrti (teprve po 500 letech expertíza odhalila, že zemřel na akutní leukémii) vyvolaly podezření, že byl otráven. Jiříkovi nepřátelé ihned začali šířit pověsti, že za jeho smrt může Jiřík, případně jeho manželka Johana. Uprázdnění českého trůnu vyvolalo (podle Karlovy Zlaté buly) potřebu volby nového českého krále. Byla zde řada uchazečů z příslušníků jiných panovnických dynastií: vážný zájem projevil saský vévoda Vilém III. Saský a také francouzský král pro svého syna, v úvahu připadali císař Fridrich III. Habsburský a polský král Kazimír. Pak však, teprve v únoru 1458, oznámil svou kandidaturu sám Jiří. Český sněm zasedal několik dní v Praze na Staroměstské radnici: nakonec byl 2. března 1458 Jiří z Poděbrad jednomyslně zvolen českým králem.
Hlavním důvodem Jiříkovy volby českým králem byla skutečnost, že si česká utrakvistická většina přála zachovat dosud platné výdobytky husitské revoluce, to znamená především přijímání podobojí, ale také získané statky (což platilo i pro mnohé katolíky). Hlasy české katolické šlechty získal Jiří pomocí již dříve propůjčených či přislíbených úřadů, jiných slibů či úplatků (např. v případu Jana z Rožmberka), ale možná i výhrůžek a nátlaku (Staroměstské náměstí bylo plné Jiřího příznivců a „bezpečnost“ zajišťoval vojenský oddíl). Volby se však nezúčastnili zástupci vedlejších zemí Koruny české. Své přijetí za krále si musel Jiří vynutit vojensky. Na Moravě byl uznán ještě témže roce (vzdorovala města s německou většinou, nejdéle Jihlava), vpádem do Rakous navíc musel přinutit Albrechta Habsburského vzdát se nároků na český trůn. Slezsko a Lužice Jiřího z Poděbrad uznaly až v druhé polovině roku 1459, resp. začátkem roku 1460. Největším odpůrcem Jiřího byla a nadále zůstala Vratislav.
V předvečer své korunovace, konané 7. května 1458, složil Jiří i s manželkou Johanou tajný slib uherským biskupům, že zachovají poslušnost papeži, budou bránit jednotu víry a pronásledovat kacíře. Zatímco římská kurie si tuto přísahu vykládala jako Jiříkovo odvrácení se od kalicha, Jiřík sám závazek interpretoval pouze jako slib pronásledování sektářů, nikoli kališníků, které považoval za součást římské církve. Proti vznikající Jednotě bratrské později skutečně razantně zasáhl.

### První roky kralování

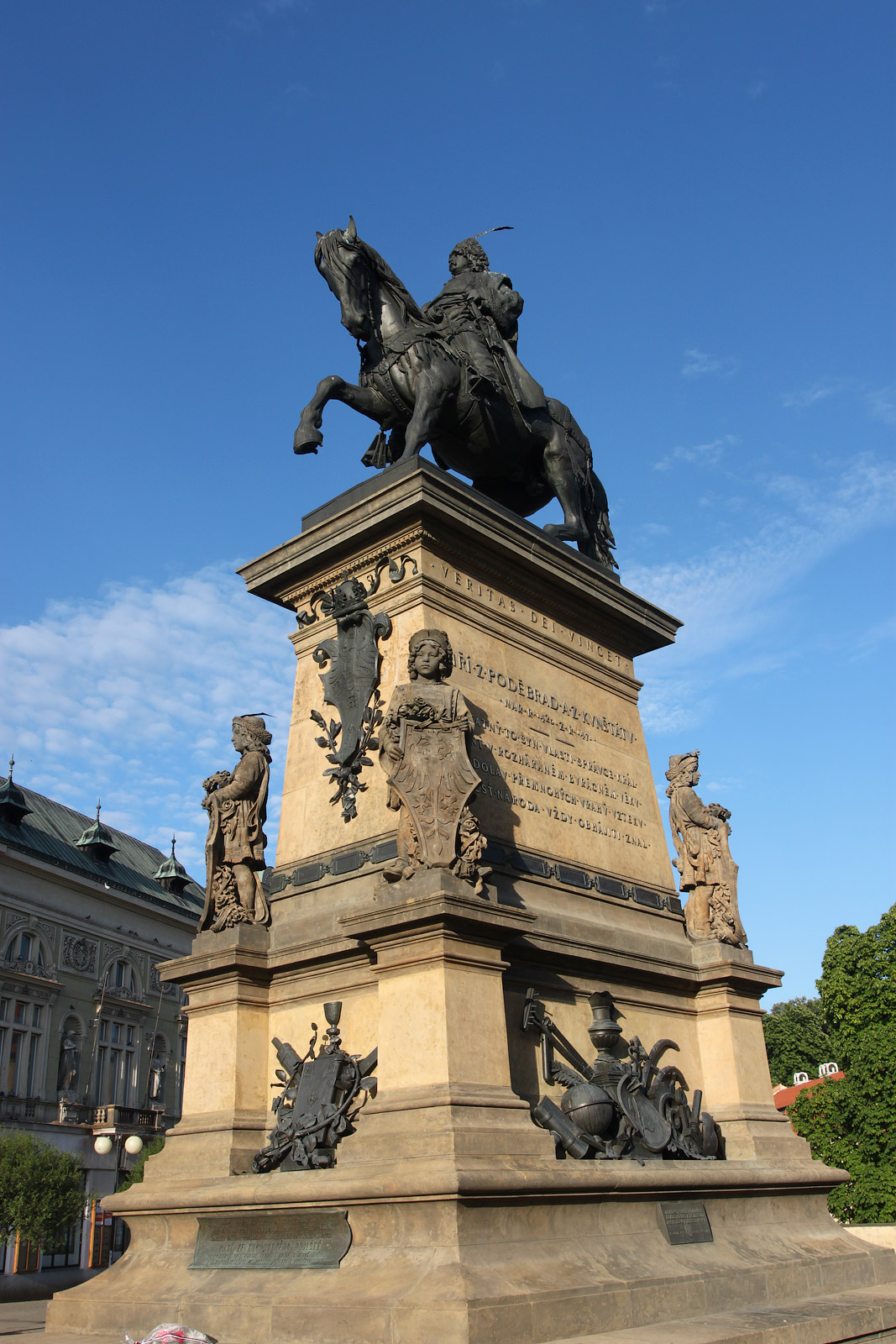
Jezdecká socha krále Jiřího v Poděbradech

Jiří se musel vyrovnávat s obtížným mezinárodně politickým postavením – byl mnohými vnímán jako povýšenec a navíc husitský kacíř. Byl však obratný diplomat a od počátku své vlády se snažil zajistit dobré vztahy se svými sousedy. Ještě před svou volbou pomohl k dosažení uherského trůnu Matyáši Hunyadimu, kterého předtím nechal Ladislav Pohrobek uvěznit, když se vypořádal s uherskou opozicí vedenou jeho bratrem. Matyáše zasnoubil Jiřík se svou dcerou Kateřinou. Své spory s rozhádanými saskými vévody urovnal na sjezdu v Chebu v dubnu 1459. Uzavřel s nimi smlouvu a zároveň vyjednal zásnuby své dcery Zdenky s Albrechtem, synem Fridricha II., a svého nejmladšího syna Hynka s Uršulou, dcerou vévody Viléma. Vilém Saský se zřekl nároků na český trůn, Jiří vyměnil česká léna v Sasku za některé hrady a města (např. Most, Duchcov a Osek), které dosud drželi saští vévodové. Protože potřeboval získat potvrzení své královské hodnosti od císaře Fridricha III., který měl zájem o uherský trůn, přislíbil mu vojenskou pomoc proti Matyášovi. Výprava se nakonec neuskutečnila, ale v červenci 1459 císař přijel do Brna, kde Jiříkovi udělil v léno české země a potvrdil kurfiřtskou hodnost a výsady českého království. Také povýšil jeho syna Viktorína na říšského knížete. V následujícím období říšských sporů Jiří císařskou stranu opět opustil a narovnal své vztahy s Matyášem (svatba s Kateřinou se uskutečnila), ale v roce 1462 zase naopak císaři pomohl z obklíčení ve Vídni, za což dosáhl povýšení na říšská knížata i pro své mladší syny Jindřicha a Hynka. Po jistý čas i zvažoval možnost ucházet se o titul římského krále. Změny spojenectví za přísliby výhod, zákulisní jednání a úskoky byly častou součástí Jiřího politických aktivit. Stal se však úspěšným panovníkem, který vzbuzoval respekt.
Na domácí půdě Jiří z Poděbrad dbal na dodržování basilejských kompaktát a zároveň se snažil o poklidné soužití většinového utrakvistického obyvatelstva s katolickou menšinou. Nábožensky snášenlivý byl i v osobním životě – obě jeho manželky, Kunhuta ze Šternberka i Johana z Rožmitálu, pocházely z katolických rodů. Své poradce si Jiří nevybíral podle urozenosti nebo vyznání, ale podle schopností. Patřily k nim i zahraniční osobnosti jako Martin Mair, Antonio Marini nebo později Řehoř z Heimburka. V zemi byl pořádek, hospodářství se rozvíjelo, i díky tomu, že Jiří podporoval rozvoj měst jako základny své moci. Čemu se však nepodařilo zabránit přes veškeré snahy, bylo znehodnocení měny.
Poklidné období skončilo rokem 1462, kdy papež Pius II. začal na Jiřího naléhat, aby zakročil proti kacířským husitům. Král vyslal do Říma zvláštní poselstvo, vedené Zdeňkem Kostkou z Postupic, které žádalo o potvrzení kompaktát a jmenování Jana Rokycany pražským arcibiskupem. Papež oboje odmítl s odůvodněním, že kalich byl povolen jen první generaci husitů a s kompaktáty nikdy římská kurie oficiálně nesouhlasila. 31. března 1462 prohlásil Pius II. kompaktáta za zrušená. I když to ještě nebylo přímo řečeno, bylo jasné, že utrakvisté v čele s českým králem se tímto stávají kacíři.

### Pokus o sjednocení Evropy

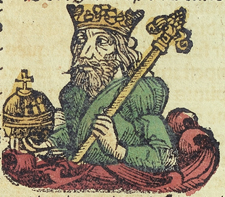
Norimberská kronika (1493): Král Jiří

Jiří už dlouho předvídal, že dojde ke střetu s papežem (o neúspěšných jednáních v Římě byl navíc průběžně informován), a rozhodl se zajistit si pro tento případ spojence mezi evropskými katolickými vládci. Jeho vynikající poradce, humanista Antonio Marini z Grenoblu, inspiroval krále již během května roku 1462 k vytvoření projektu Všeobecné mírové organizace („Smlouva o nastolení míru v celém křesťanstvu“) křesťanských panovníků, v níž by se všichni snažili o upevnění trvalého míru na principu národní svrchovanosti států, zásady nevměšování se a řešení sporů před mezinárodním soudním tribunálem (obecným konsistoriem“); Evropa se měla sjednotit v boji proti Turkům, „nejzarputilejším nepřátelům jména křesťanů“ a vyhnat je z bývalých křesťanských zemí. Ve spolku měly mít státy, uspořádané do větších celků (Galie, Germánie, Itálie, Hispánie…), po jednom hlasu, přičemž se počítalo s vůdčí rolí Francie. Naopak o papežovi návrh takřka nehovořil a přiznával mu jen malé pravomoci. A v tom byl kámen úrazu.
Marini byl neprodleně vyslán k tajné misi po evropských dvorech – během následujících dvou let opakovaně navštívil Serenissimu (Benátskou republiku), Francouzské království, Burgundské vévodství, Polské a Uherské království, Braniborské markrabství a Saské kurfiřtství. Pouze u německých knížat, polského a francouzského krále našel plán příznivý ohlas. Benátčané odmítli dělat něco bez papeže; Korvín byl přímo uplacen papežskými subsidiemi; Burgundsko tíhlo k nepřátelství s Francií a zaujalo k věci chladný postoj. Ani tajné poselstvo (vedl jej Albrecht Kostka z Postupic spolu s Marinim), určené zvlášť pro Francii v květnu 1464, nedokázalo překonat mistrovské intriky a tlak kuriální diplomacie. Ludvík XI. souhlasil pouze s dvoustrannou smlouvou o přátelství.
Převratná a v mnohém svou dobu předbíhající myšlenka vytvoření středověkého „společenství národů“ (obdoby dnešní OSN či předobraz EU) nakonec nenašla pochopení. Jiříkovo úsilí mohlo jen stěží uspět v podobě, v níž byla ignorována právě papežská moc.

### „Z Čech až na konec světa“

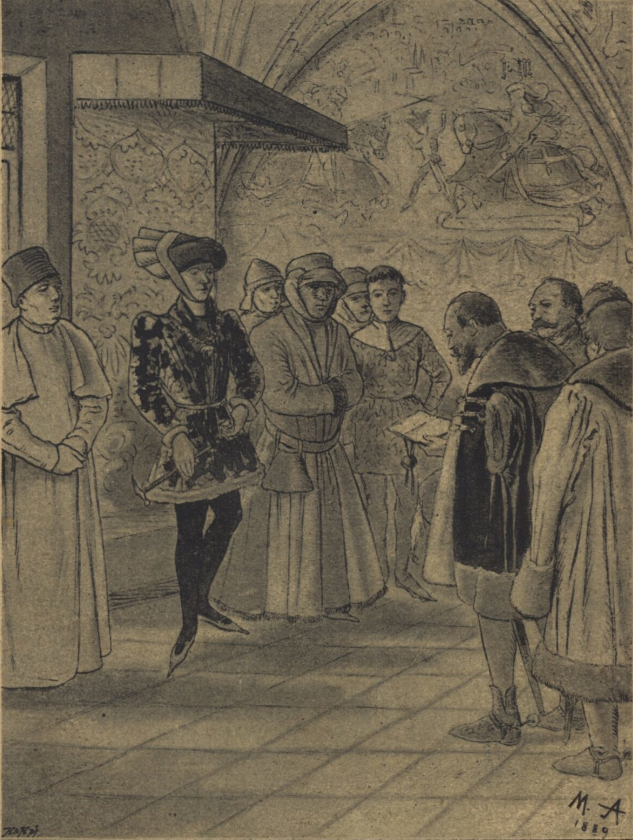
Mikoláš Aleš: Čechové u Filipa Dobrého (A. Jirásek: Z Čech až na konec světa, 1890)

I přes krach myšlenky Všeobecné mírové organizace se král nevzdal svých snah o odvrácení hrozící diplomatické a hospodářské izolace království („českého vředu na těle křesťanstva“ dle postoje papežské kurie). Aby čelil špatné pověsti Čechů v zahraničí, rozhodl se vyslat na cestu po Evropě další výpravu: tentokrát veřejně, s patřičnou slávou a nemalým finančním zabezpečením. Oficiálně však neměla žádný zvláštní úkol, ani charakter státního poselstva, nýbrž rytířské cesty králova švagra Jaroslava Lva z Rožmitálu; proto také průvodní glejt nevydal výpravě král, ale královna Johana: „… aby její pan bratr, poznaje s mnoha stran lidské obyčeje a mravy, mohl lépe zaříditi svůj život a nabýti osvědčených zkušeností rytířských…“. Vybraným rytířským chováním (cesty se účastnili i známí bojovníci Jan II. Žehrovský z Kolovrat, Bořita II. z Martinic či Burian ze Švamberka), smíšeným národnostním (Češi a Němci) i konfesním (utrakvisté i katolíci) složením a nákladnými dary pro panovníky měla výprava v zahraničí příznivě zapůsobit. (V pozadí byla samozřejmě stále myšlenka širší spolupráce evropských vladařů.)
Čtyřicetičlenné poselstvo s 52 koňmi a jedním zásobovacím vozem vyrazilo 26. listopadu 1465 z Prahy. Cesta po evropských dvorech vedla přes Německo do Burgundska, Anglie, Francie, Španělska a Portugalska, Itálie a zpět (přes císařský dvůr). Trvala 14 měsíců a očekávaný efekt nepřinesla - poselstvo vzbudilo jen nezávazné sympatie.
Cestu popsal ve svém deníku Václav Šašek z Bířkova. Tato práce inspirovala českého romanopisce Aloise Jiráska k napsání díla Z Čech až na konec světa.

### Vyhrocení sporu s římskou kurií
Dále se prohlubující nepřátelství mezi králem a papežstvím povzbudilo k odporu nespokojené české katolické panstvo a města. Již roku 1463 vyhlásila válku proti králi Vratislav. Pius II. roku 1464 povolal Jiřího z Poděbrad před církevní soud a v následujícím roce tak znovu učinil jeho nástupce Pavel II. Proti Jiřímu se na domácí půdě koncem roku 1465 zformovala Jednota zelenohorská, vedená Jiříkovým příbuzným a dříve podporovatelem Zdeňkem ze Šternberka. Pánům šlo více než o náboženské otázky o stavovské zájmy, ale Jiří proti nim zprvu nezakročil, aby nebyl obviněn z pronásledování katolíků. Snažil se dále o usmíření s papežem a hledal podporu v zahraničí. V červenci 1466 vydal manifest všem evropským panovníkům, v němž obhajoval stůj postup, své názory a práva, vyslal poselstvo do Benátek, s Albrechtem Braniborským vyjednal sňatek svého syna Jindřicha s jeho dcerou Uršulou. Vzepřít se papeži se však nikdo neodvažoval. 23. prosince 1466 byl český král Jiří z Poděbrad římským papežem Pavlem II. z katolické církve exkomunikován. Stalo se tak v Římě při zasedání papežské konzistoře (v konzistorní síni, za přítomnosti asi čtyř tisíců lidí, kteří měli za úkol oznámit verdikt papeže celému světu). Český král byl v nepřítomnosti označen za kacíře, křivopřísežníka, svatokrádce, prašivou ovci. Papež uvrhl krále do klatby a vyhlásil proti němu křížovou výpravu. Formálně byl Jiří zbaven trůnu i majetku, což se vztahovalo i na jeho potomky. Jiří se proti tomu formálně odvolal k budoucímu koncilu, avšak v důsledku klatby od něho odpadli někteří umírnění katolíci.

### Válka s Matyášem Korvínem a smrt

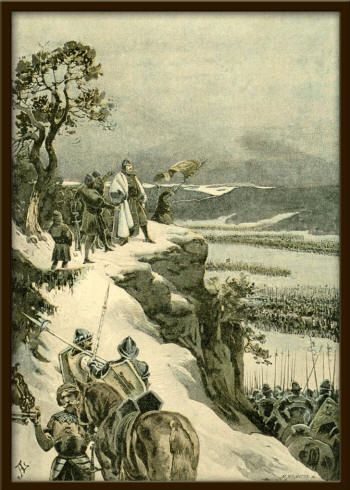
Král Jiří Poděbradský nad obklíčenými vojsky krále Matyáše u Vilémova

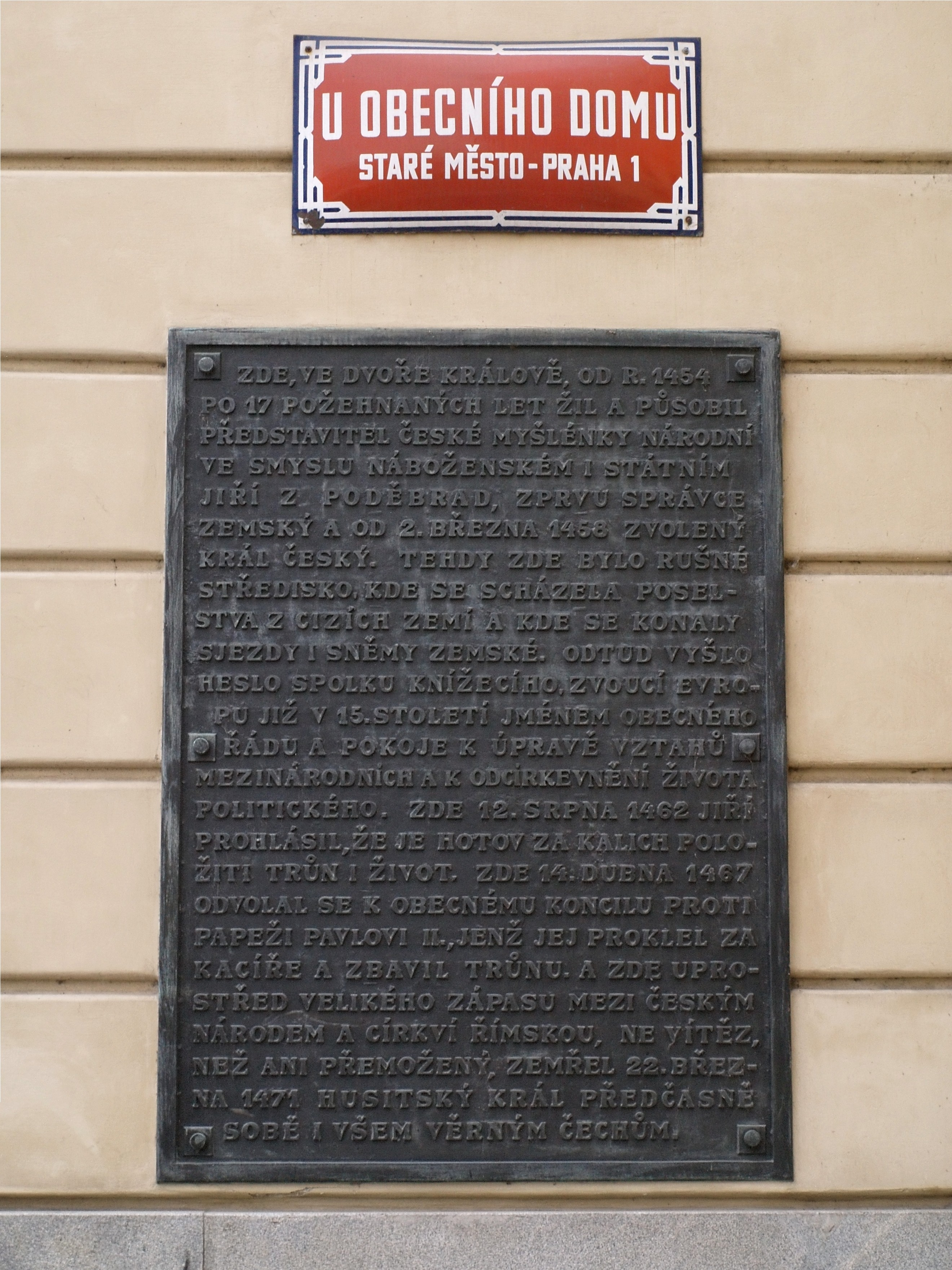
Deska na místě bývalého Králova dvora, kde Jiří z Poděbrad 17 let pobýval a kde také zemřel

Na jaře 1467 zasáhl Jiří vojensky proti Zelenohorské jednotě a vypukla domácí válka. Na jeho straně byla většina měst i nižší šlechty, takže se válka pro jednotníky nevyvíjela dobře. Dlouho se jim nedařilo získat nikoho do vedení křížové výpravy – většina říšských knížat byla Jiříkovi spíše nakloněna, neutralitu zachoval i polský král Kazimír i přes nabídku české koruny. Příležitosti nakonec využil ctižádostivý uherský král Matyáš Korvín, bývalý Jiříkův zeť. V březnu 1468 vyhlásil Jiřímu válku a brzy zahájil útok na Moravu, ze severu zaútočili Slezané a Lužičané. Do konce roku 1468 ztratil Jiří většinu Moravy a Matyáš postupoval do Čech. Jiříkovi se podařilo útok zastavit a uherská vojska obklíčit u Vilémova ve východních Čechách. Ve vsi Uhrov došlo 27. února 1469 k jednání obou panovníků. Není známo, co Matyáš kromě zastavení dalších bojů přislíbil, nicméně Jiří ho propustil i s vojskem. Matyáš se však dva měsíce poté (3. května 1469) nechal katolickou šlechtou zvolit v Olomouci za českého krále. Matyášova volba byla uznána nejen moravskými pány, ale i zástupci vedlejších zemí Koruny české. Jiříkovi tak zůstala vláda pouze nad kališnickou částí Čech. Za této situace Jiří rezignoval na vytvoření vlastní dynastie a předstoupil před zemský sněm s návrhem nabídky české koruny Vladislavovi, synovi polského krále (měl si vzít za ženu Jiříkovu dceru Ludmilu, což se však neuskutečnilo). Válka i různá vyjednávání pokračovaly se střídavými úspěchy obou stran. Citelnou ranou pro českou stranu bylo posléze zajetí Viktorína z Poděbrad v červenci 1469 po tzv. bitvě u Veselí nad Moravou. Na jaře 1471 se však Jiříkův zdravotní stav výrazně zhoršil a 22. března zemřel. Pohřben byl v královské hrobce v chrámu sv. Víta. Jeho srdce a vnitřnosti byly uloženy v Týnském chrámu na Starém Městě, vedle hrobu Jana Rokycany.
| „                           | V noci na sobotu ve dvě hodiny zemřel Jiří, král český, stálý milovník kalicha Páně. Na to v pondělí v hlavním kostele na Pražském hradě byl pohřben a střeva schována v Týnském kostele podle mistra Rokycany. | “ |
| — Mikuláš Dačický z Heslova | |   |

### Epilog
Po králově smrti spravoval zemi do nástupu Vladislava Jagellonského na trůn Jiříkův syn Jindřich Starší. Protože Matyáš Korvín ovládal Moravu, Slezsko a Lužici, země Koruny české zůstaly rozdělené a měly teoreticky dva krále. Po letech vojenských konfliktů toto rozdělení zpečetila v roce 1478 Olomoucká smlouva. Země Koruny české se sjednotily pod vládou jednoho panovníka teprve po Matyášově smrti v roce 1490. Utrakvismus se v zemi udržel až do nástupu protireformace, která nastala po roce 1620.
Nenávist katolické církve k „husitskému králi“ však sahala až za hrob. Po bitvě na Bílé hoře získali Týnský chrám katolíci a v roce 1623 svrhli Jiříkovu sochu a kalich, které zdobily průčelí kostela. Jezuité také zlikvidovali Rokycanův náhrobek a na náměstí spálili jeho ostatky, nejspíš spolu s ostatky krále Jiřího.

## Osobnost

### Charakteristika
| „                                       | Tento Jiří nikoliv zbraněmi, nýbrž moudrostí a přičinlivostí, jež mu nechyběly, získal si přízeň co nejvíce lidí. | “ |
| — vratislavský kronikář Petr Eschenloer | |   |

Jiří z Poděbrad byl velmi ctižádostivý člověk, od mládí cílevědomě posiloval svou moc. Jeho hlavním zájmem se stala politika a řízení věcí veřejných, stal se schopným diplomatem a státníkem. Již jeho současníci, a to i protivníci, oceňovali jeho schopnosti, moudrost a velkou pracovitost. Zároveň ho však provázela pověst lstivého politika. Byl mistrem taktických ústupků a kompromisů, při tom všem však stále sledoval svou dlouhodobou politickou koncepci a byl věrný svým zásadám. Oplýval výmluvností, uměl se ovládat a přetvařovat. Charakteristický pro něj byl zásadní odpor k válčení, před vojenskými akcemi vždy dával přednost diplomacii. V mládí se mu dostalo jen velmi skrovného vzdělání, neovládal latinu a i německy uměl jen málo a musel používat tlumočníky, přesto hrál v tehdejší Evropě významnou roli. Dovedl se obklopit schopnými lidmi. Byl také dobrý hospodář, mimořádně skromný a šetrný.

### Fyzická podoba a nemoci

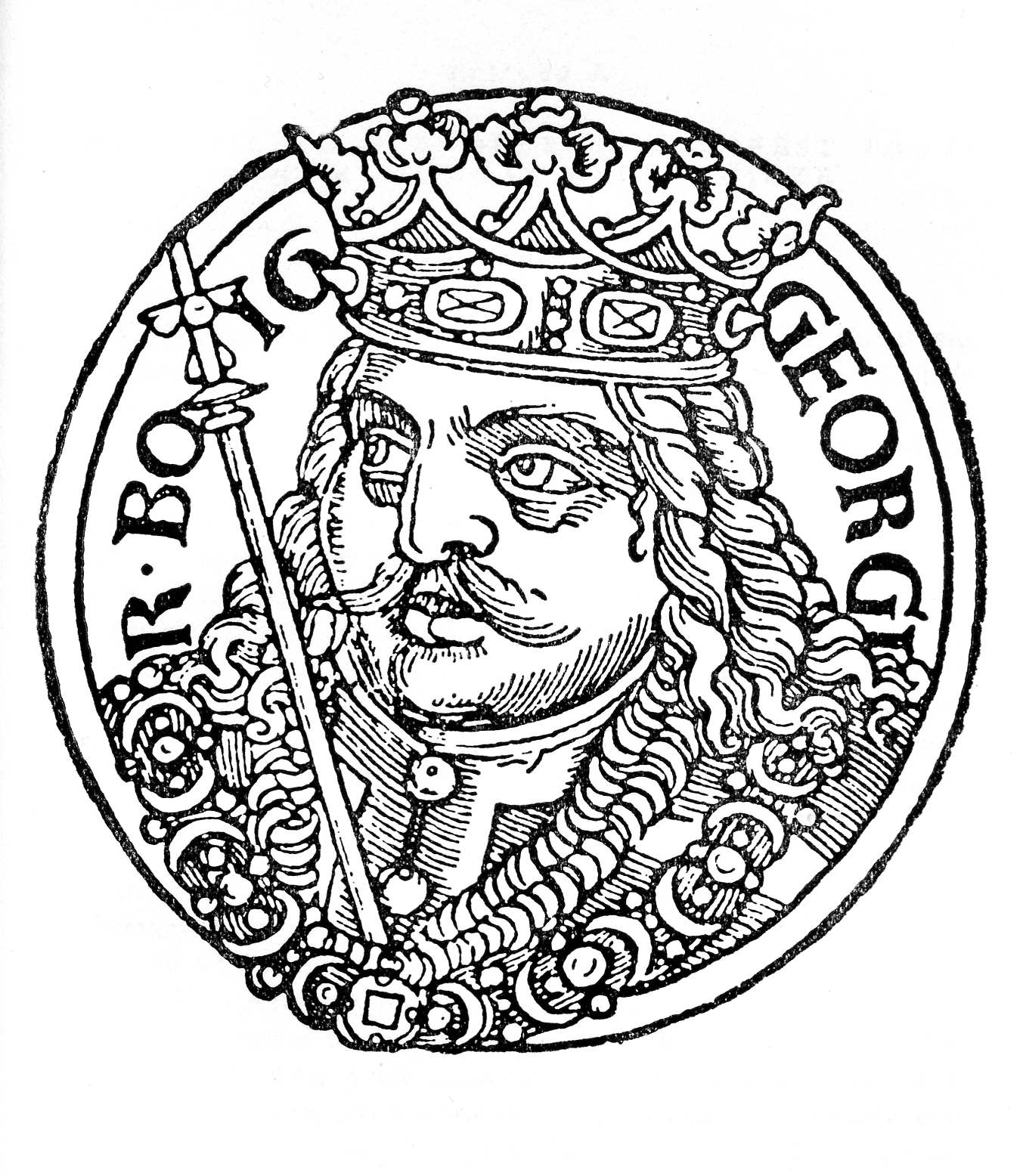
Relativně věrný portrét krále Jiřího z Kuthenovy kroniky

O Jiříkově podobě vypovídají jednak historické prameny, jednak výsledky antropologických průzkumů jeho pozůstatků, prováděné pod vedením Emanuela Vlčka v letech 1988–1991. Byl vysoký kolem 165 cm, zavalité postavy. Tloušťka patrná již v mládí se postupem doby měnila v těžkou obezitu, snad způsobenou poruchou látkové výměny, která mu v posledních letech života téměř znemožňovala pohyb. Vodnatelnost a stupňující se otoky nohou mohla způsobovat závažná choroba jater. Ke smrti pak vedlo podle všeho selhání krevního oběhu v důsledku přetížení cirkulace. Při balzamování těla zjistili univerzitní mistři, že král měl „játra napůl zkažená, ve žlučníku spečenou žluč v kámen velikosti holubího vejce a břich na píď obalený tukem“.
Antropologický průzkum odhalil dvě zranění, která zřejmě Jiří utrpěl v dětství a o nichž nejsou v pramenech zmínky. Vyšetřením královy lebky zjistil Jiří Ramba výrazné oploštění a zmenšení levé poloviny obličeje, které bylo důsledkem růstového zpomalení v dětství, nejspíše po tupém plošném nárazu – úderu na čelo i na levou tvář. Kromě vpáčené části levé čelní kosti lze soudit, že se vytvořil mohutný otok s rozsáhlým výronem krve do měkkých tkání tváře. Při hojení došlo ke ztuhnutí – jizvě původně zhmožděné okostice s redukcí většího počtu drobných cév vyživujících kost. V dalším průběhu vývoje se pak zpomalilo průběžné přirůstání horní čelisti a lícní kosti co do objemu. Na bradě a přední ploše dolní čelisti vlevo je kostní zesílení tvaru cibulové slupky, oproti okolí ostře ohraničené s nepravidelnými okraji. Toto zjištění svědčí pro osifikaci poměrně rozsáhlého krevního výronu pod okosticí dolní čelisti. Dokládá to Jiříkův portrét na zámku v Častolovicích. Na obličeji je dobře zřetelná oploštěná levá lícní krajina a zbytnělá víčka s výraznou podočnicovou rýhou, což je známý poúrazový stav; věrně je zachycena i asymetrická brada. Byly zjištěny též zlomeniny obou lýtkových kostí, jež mu však dobře srostly.

## Rodina a rodové državy

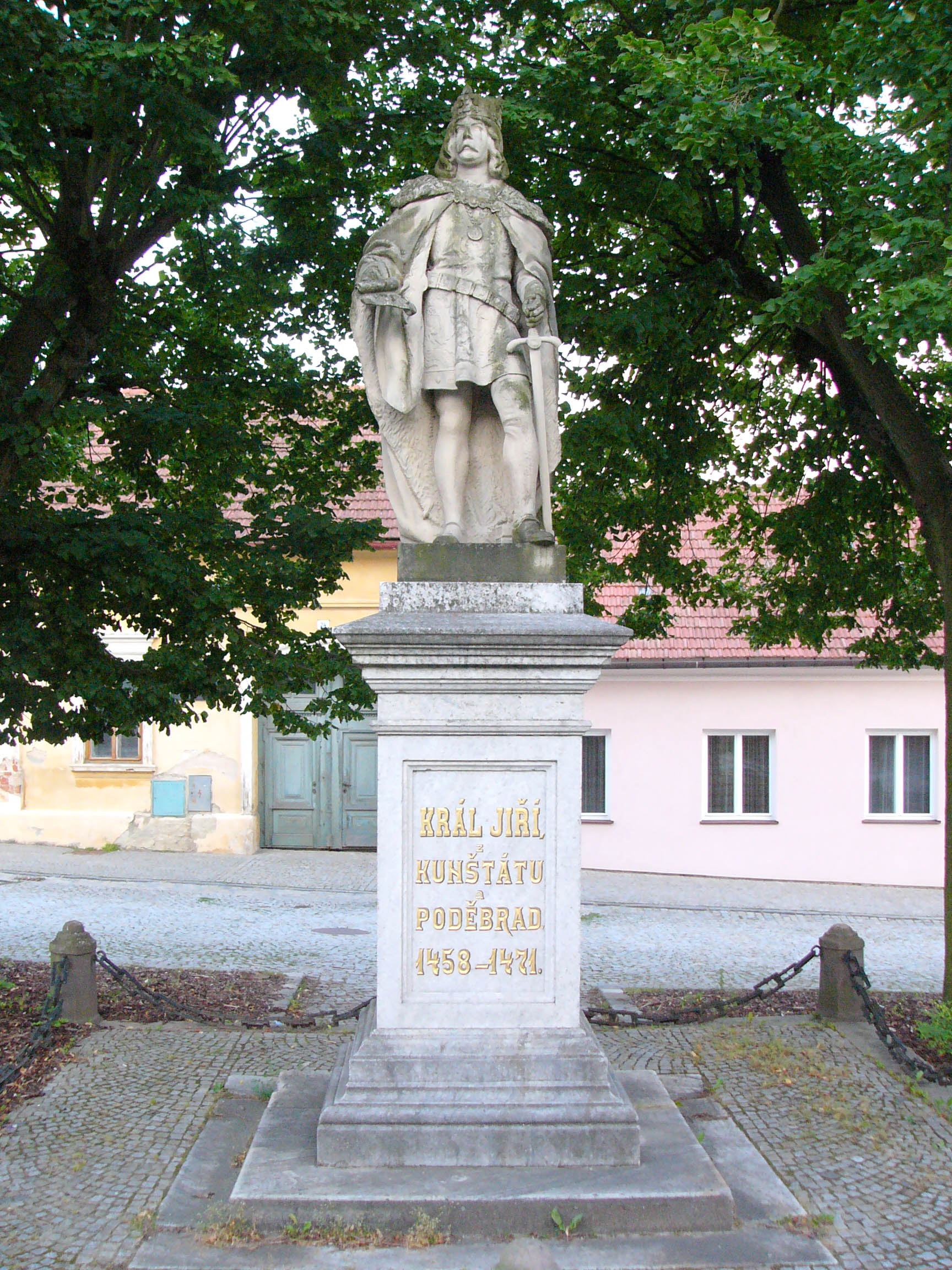
Socha Jiřího z Poděbrad v Kunštátu

Jiří z Poděbrad pocházel z významného panského rodu. Po smrti otce Viktorína a strýců byl jediným mužským potomkem poděbradské větve pánů z Kunštátu (sestra Markéta se provdala za Bohuslava ze Žeberka a Plané, Alžběta za Jindřicha z Dubé a Lipé). Jiří zdědil rozsáhlé statky, které se později ještě rozrostly dědictvím po moravském strýci Heraltovi. Patřily mu Poděbrady, Litice, Kostomlaty, Kunštát, Bouzov, Moravská Třebová a náchodské panství (kterého se však již v roce 1437 zmocnil Kolda ze Žampachu a Jiříkovi se ho podařilo získat zpět až roku 1456). Od krále Zikmunda získal zápis na několik vesnic v Polabí, v roce 1445 mu královna-vdova Barbora postoupila Jaroměř. Moravské statky Jiří později postoupil svým příbuzným a straníkům. Velký majetkový vzestup zaznamenal v letech 1450–1456. Po koupi vízmburského panství a Veliše se mu podařilo v roce 1454 získat za nemalou sumu tzv. častolovické dědictví, které zahrnovalo mj. Častolovice, Potštejn, Rychmburk, Nový Hrad, Choceň a Kladsko, které v roce 1459 povýšil na hrabství. Ve Slezsku získal Frankenštejn a práva k Minsterbersku. Veškeré držby si nechal potvrdit od Ladislava Pohrobka. Později získal ještě část Opavska a Kunětickou Horu. Než se stal králem, patřil k nejbohatším českým šlechticům.
V roce 1441 se Jiří oženil s Kunhutou ze Šternberka (1425–1449) s níž měl šest (možná sedm) dětí, z toho tři syny (nejstarší Boček byl zřejmě postižený). Kunhuta zemřela po porodu dvojčat Kateřiny a Zdenky. V roce 1450 se stala Jiříkovou druhou manželkou Johana z Rožmitálu (†1475). Porodila mu čtyři nebo pět dětí, některé se však nedožily dospělosti (ze synů pouze Hynek). V roce 1465 předal Jiří Minsterberské vévodství, Kladské hrabství, Frankenštejnsko a část Opavska třem svým synům jako české léno. Jindřichovi potomci založili vlastní dynastii minsterberských knížat, Hynek byl znám jako básník, Viktorínův syn Bartoloměj z Minstrberka byl významným diplomatem.
Za zmínku stojí i fakt, že synové Jiřího z Poděbrad – Viktorin, Jindřich a Hynek konvertovali ke katolicismu.
Děti z 1. manželství:
- Boček z Poděbrad (15. července 1442 – 28. září 1496), svobodný a bezdětný
- Viktorín z Poděbrad (29. května 1443 – 30. srpna 1492), český, římskoněmecký, minsterberský a opavský kníže, hrabě kladský
⚭ 1463 Markéta z Pirkštejna
⚭ 1474 Žofie Těšínská
⚭ 1480 Markéta z Montferratu
- Barbora z Poděbrad (snad 1446 – ?) ⚭ Jindřich z Lipé († 1473) ∞ Jan Křinecký z Ronova (snad)
- Jindřich starší z Minsterberka (15. května 1448 – 24. června 1498), kníže minsterberský a olešnický a hrabě kladský, ⚭ 1467 Uršula Braniborská (25. září 1450 – 25. listopadu 1508), dcera markraběte Albrechta III.
- Kateřina z Poděbrad (11. listopadu 1449 – 8. března 1464), ⚭ 1461 Matyáš Korvín (23. února 1443 – 6. dubna 1490), od roku 1458 král uherský a chorvatský, od roku 1469 také český a od roku 1485 (titulární) rakouský vévoda
- Zdenka (11. listopadu 1449 – 1. února 1510), ⚭ 1464 Albrecht III. Saský (31. července 1443 – 12. září 1500), vévoda saský, míšeňský markrabě a zemský správce Fríska

Děti z 2. manželství:
- Hynek z Poděbrad (17. května 1452 – 11. července 1492), ⚭ 1471 Kateřina Saská (1453–1534), dcera Viléma III. Saského
- Bedřich (1453–1458)
- Anežka
- Ludmila (16. října 1456 – 20. ledna 1503), ⚭ 1574 Fridrich I. Lehnický (3. května 1446 – 9. května 1488), lehnický a břežský kníže, vrchní slezský hejtman a hornolužický fojt

## Připomínky krále Jiřího

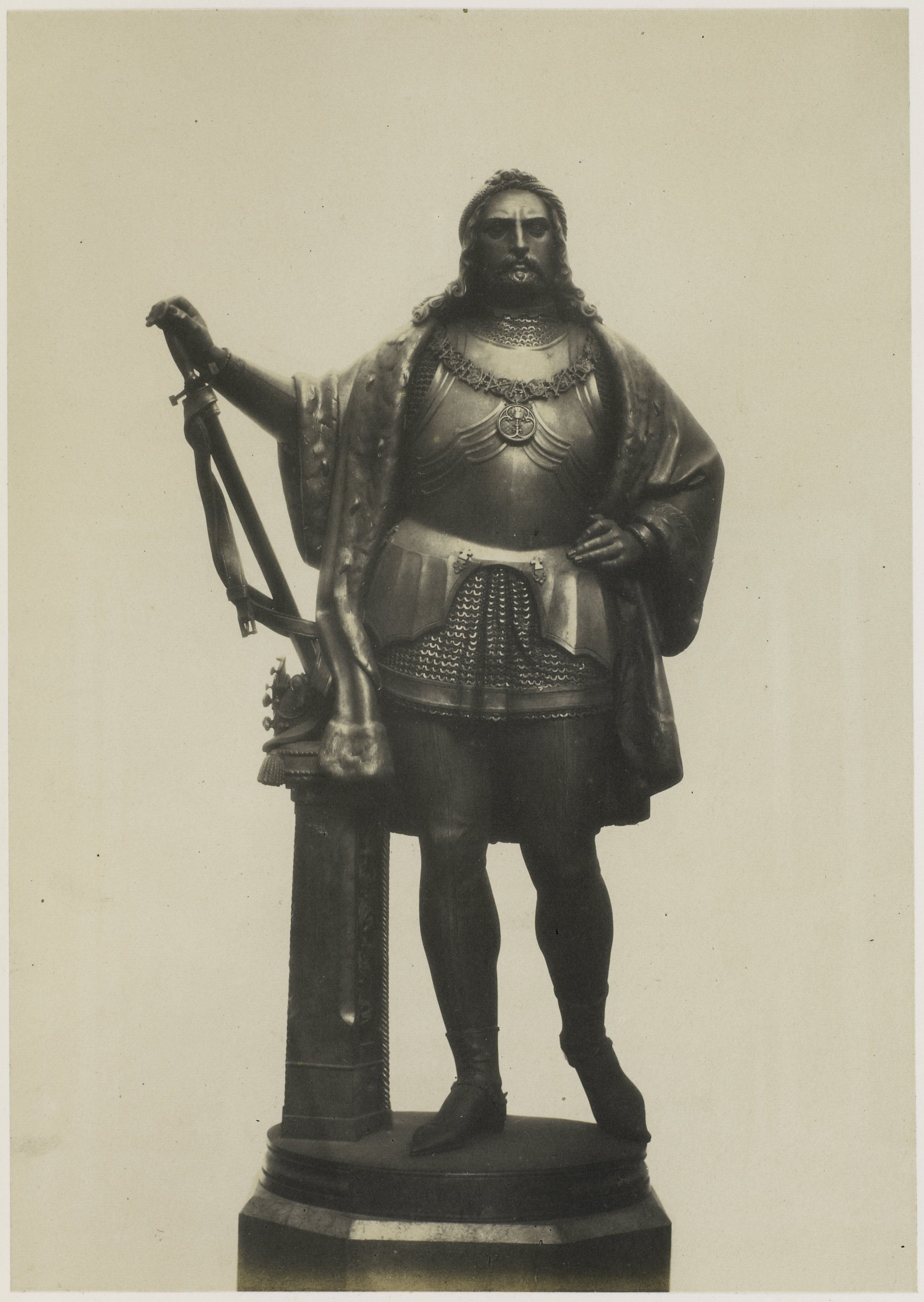
Socha krále Jiřího v Národním muzeu

- V roce 1964 byl otevřen Památník krále Jiřího z Poděbrad na zámku v Poděbradech (je součástí Polabského muzea).[21]
- Po Jiřím z Poděbrad byla pojmenována řada náměstí a ulic v českých městech, např. v Chebu, Karlových Varech nebo ve Strakonicích. V Praze nese jeho jméno kromě náměstí také stanice metra v jeho blízkosti.
- Od 19. století vzniklo několik Jiřího soch a pomníků:
  - pomník – jezdecká socha na náměstí v Poděbradech (Bohuslav Schnirch, 1890–96)
  - socha na náměstí v Kunštátu (1885)
  - bronzová socha na podestě hlavního schodiště Historické budovy Národního muzea (Ludwig von Schwanthaler, 1850)[22]
  - socha na náměstí v Toužimi (Marcel Hron, 2013)[23]
- Jméno „Krále Jiřího z Poděbrad“ nesl 2. střelecký pluk Československých legií na Rusi v letech 1916-1917 [24]

## Galerie

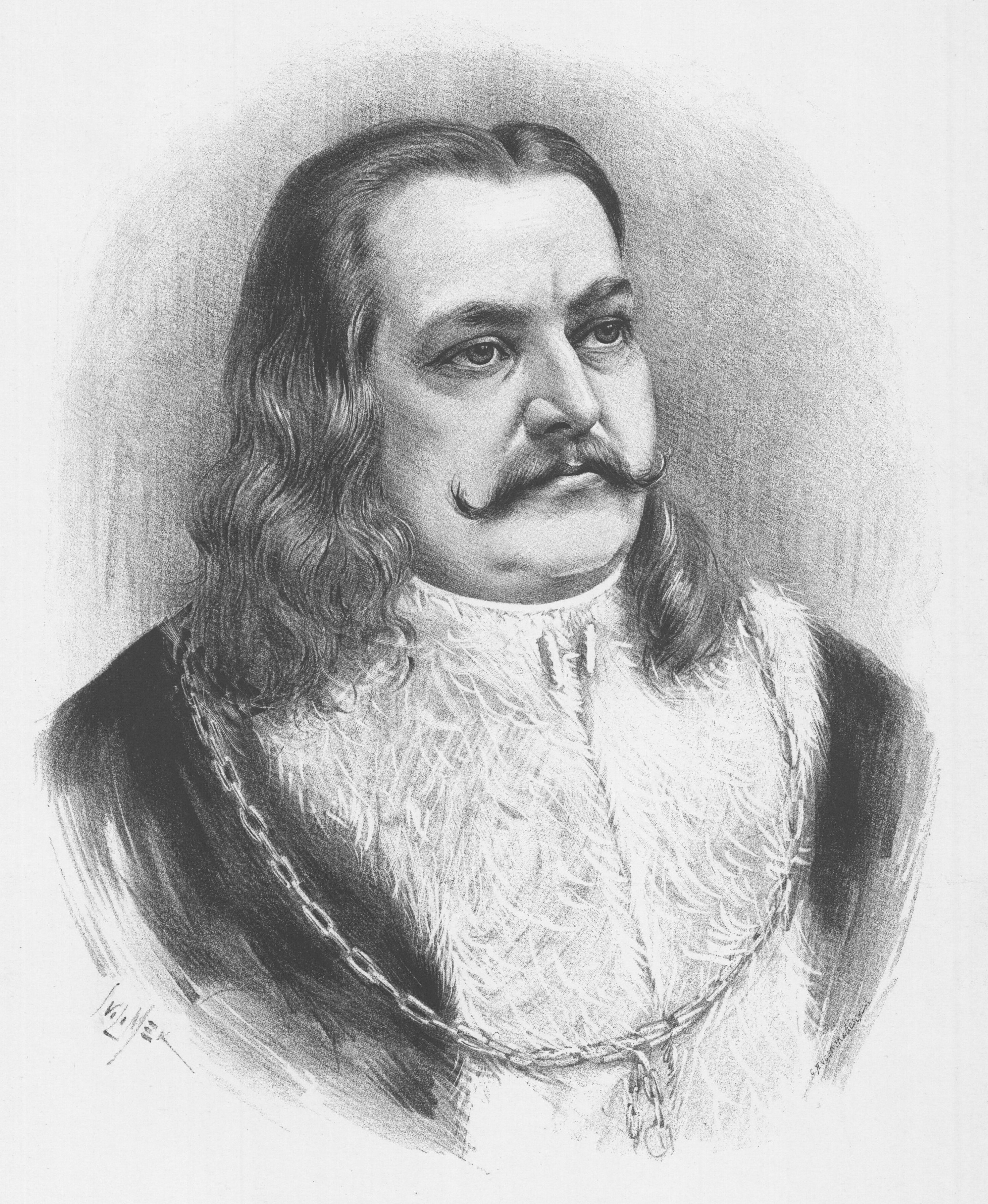
Jiří z Poděbrad na fiktivním portrétu od Jana Vilímka
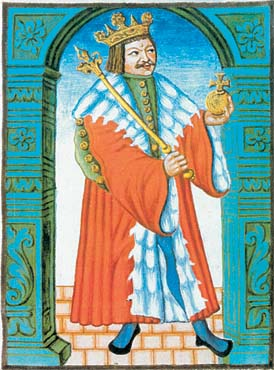
Vyobrazení Jiřího z Poděbrad z roku 1609 v Kronice Přibíka Pulkavy z Radenína